# Àngel del Nord
L'Àngel del Nord és una escultura contemporània, dissenyada per Antony Gormley, localitzada a Gateshead, Tyne i Wear, Anglaterra.
Completada l'any 1998, és l'escultura d'acer d'un àngel, de 20 metres (66 ft) d'alt, amb les ales que mesuren 54 metres (177 ft) de llarg. Les ales tenen una inclinació de 3.5 graus cap endavant per crear, segons Gormley, "un sentit d'abraçada". L'àngel, com moltes de les obres de Gormley, es basa en el seu propi cos com a model.
Està en un turó a Low Eighton a la parròquia de Lamesley, mirant cap a les carreteres A1 i A167 i la via ferroviària de l'East Coast Main Line, al sud del lloc Team Colliery.

## Concepte

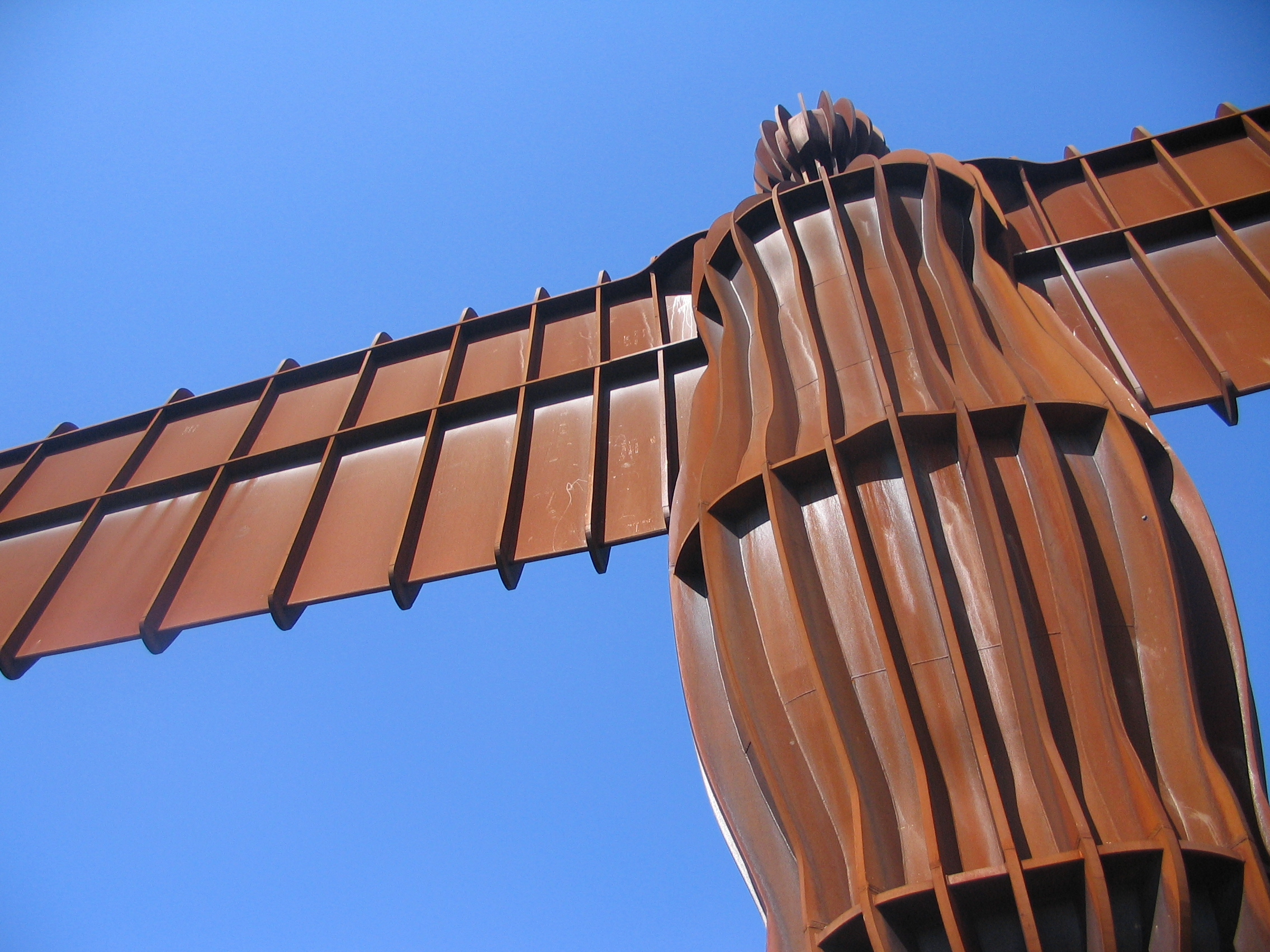
Detall del cos de l'Àngel

Segons Gormley, la importància d'un àngel era triple: primer, per significar que sota el lloc de la seva construcció, miners de la indústria del carbó hi van treballar durant dos segles; segon, per comprendre la transició d'una era industrial a una era d'informació, i tercer, per servir de focus per a les nostres esperances i temors.

## Construcció
La feina va començar en un projecte de l'any 1994. L'Ajuntament de Gateshead va assegurar el finançament fins a 800.000£ - 584.000£ de l'Arts Council England, 150.000£ del Fons de Desenvolupament Regional Europeu, 45.000£ de Northern Arts, més patrocini privat. L'Àngel es va instal·lar el 15 de febrer de 1998.
A causa de la seva ubicació exposada, l'escultura va ser construïda per a suportar vents per damunt de 100 mph (160 km/h). Així, els fonaments que contenen 600 tones ancoren l'escultura fins a una profunditat de 70 peus (21 m). Els components que es van construir a la Hartlepool Steel Fabrications Ltd van ser transportats en un comboi —el cos en un tràiler de 48 rodes— del seu lloc de construcció a Hartlepool, fins al capdamunt de la carretera A19 al seu lloc d'ubicació a 28 milles (45 km) de distància; el trajecte nocturn va durar cinc hores i va atraure multituds. La placa al costat de l'àngel diu: 
| « | "The hill top site is important and has the feeling of being a megalithic mound. When you think of the mining that was done underneath the site, there is a poetic resonance. Men worked beneath the surface in the dark.... It is important to me that the Angel is rooted in the ground—the complete antithesis of what an angel is, floating about in the ether. It has an air of mystery. You make things because they cannot be said." | » |

 Aquest escrit fa homenatge a la idea central que l'estàtua representa el passat, el present i els temps de canvi de la nació.

## Altres projectes
Inspirat en l'Àngel del Nord, diversos projectes similars han estat proposats. El nom d'Àngel del Sud ha estat assignat per alguns a la Willow Man, el qual està situat al costat de la M5 a Somerset, mentre que el Cavall Blanc a Ebbsfleet ha estat proposat per l'Ebbsfleet Valley, a Kent. L'escultura Brick Man (també obra de Gormley) va ser proposada per l'àrea Holbeck de Leeds.

## Galeria

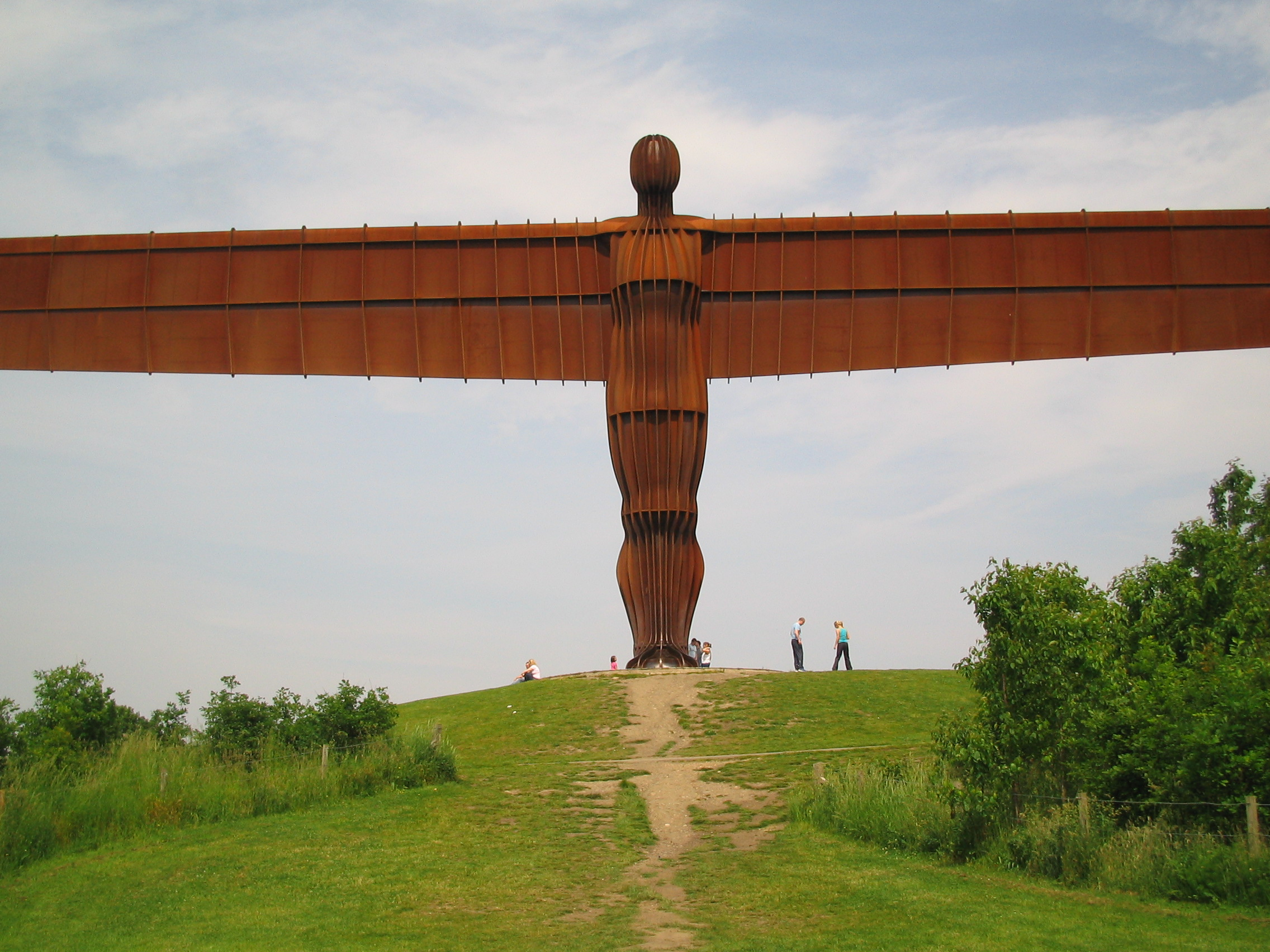
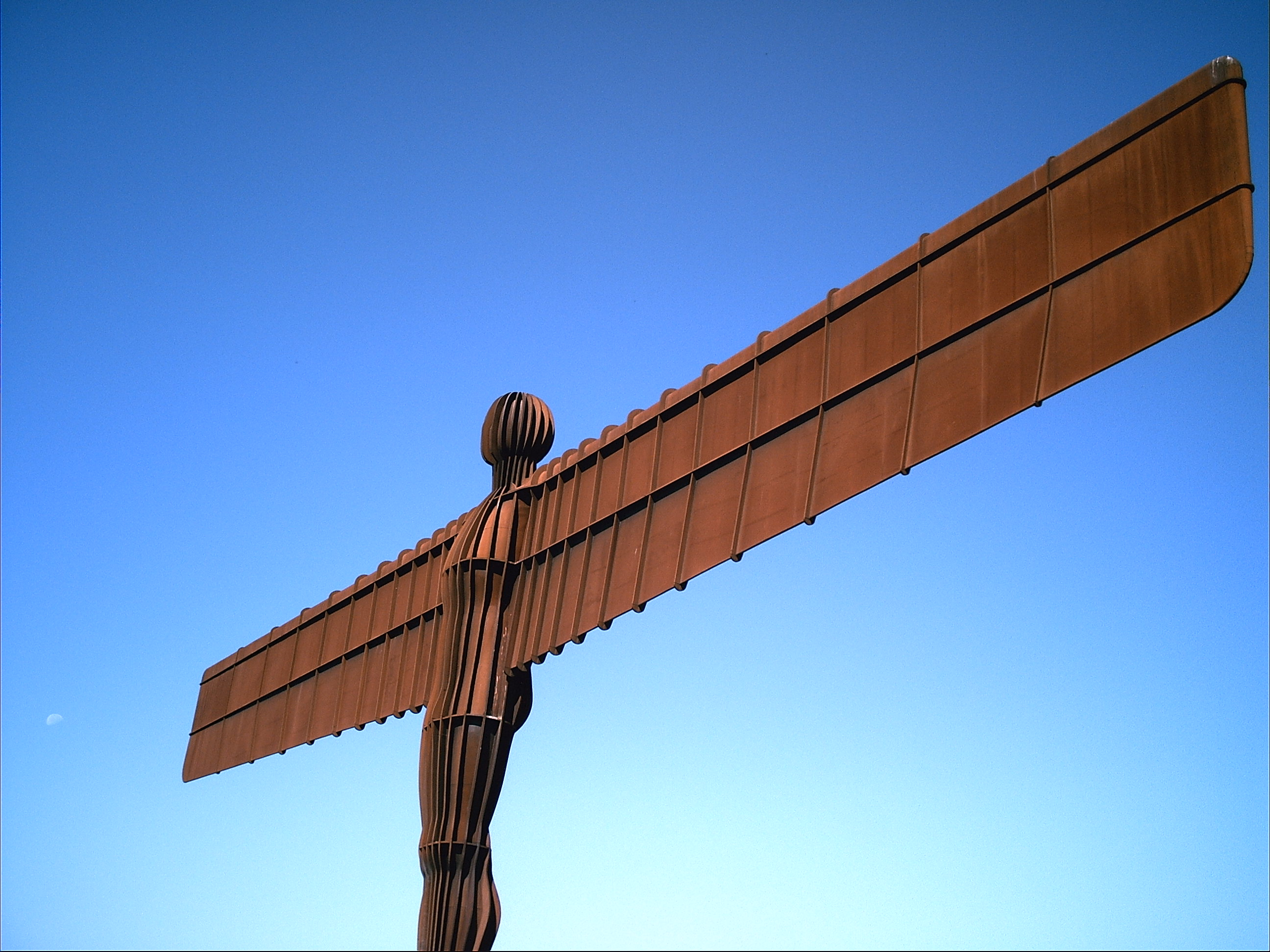
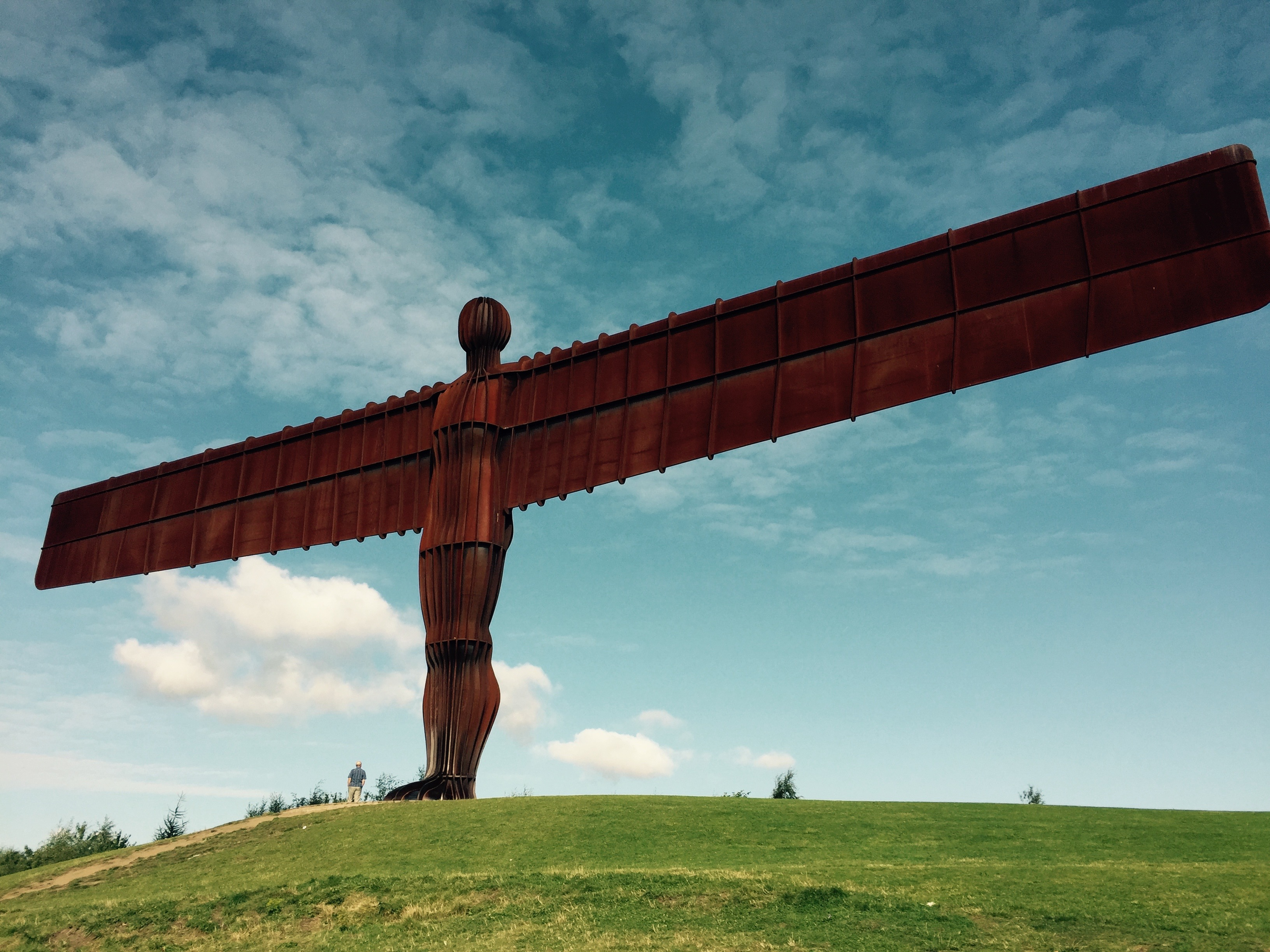
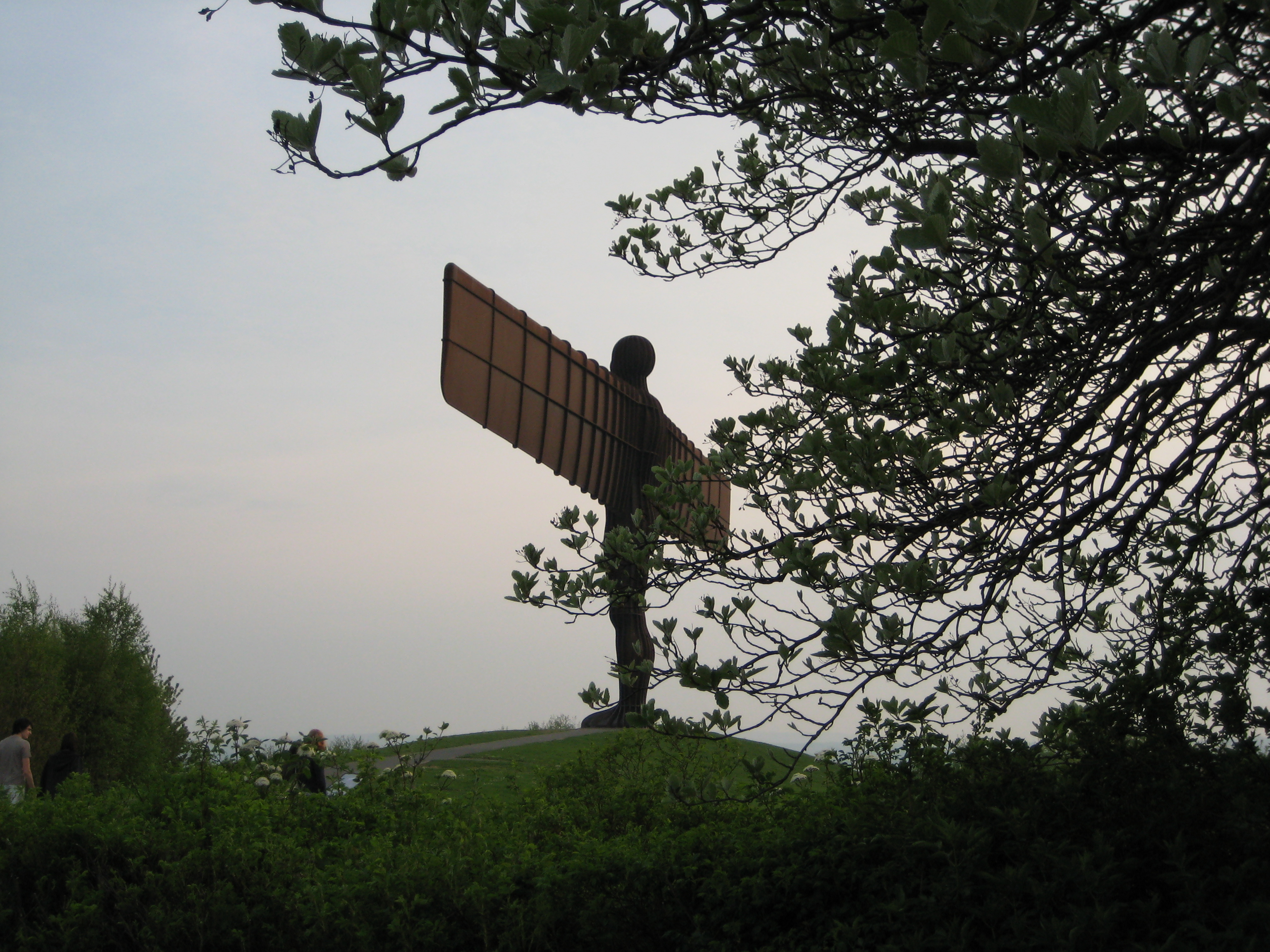
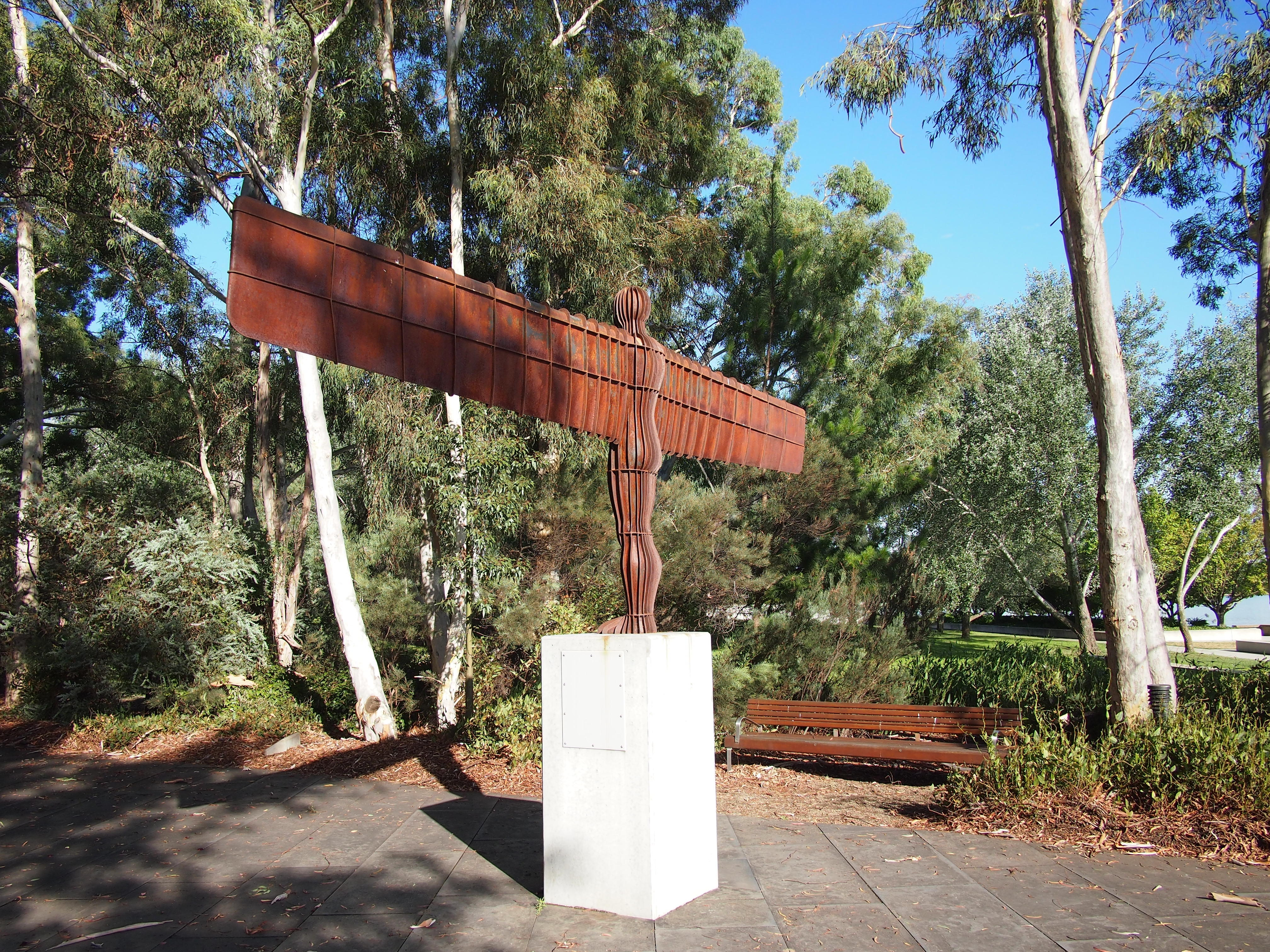
Vista posterior de l'Àngel del Nord (maqueta de mida humana) a la National Gallery of Australia
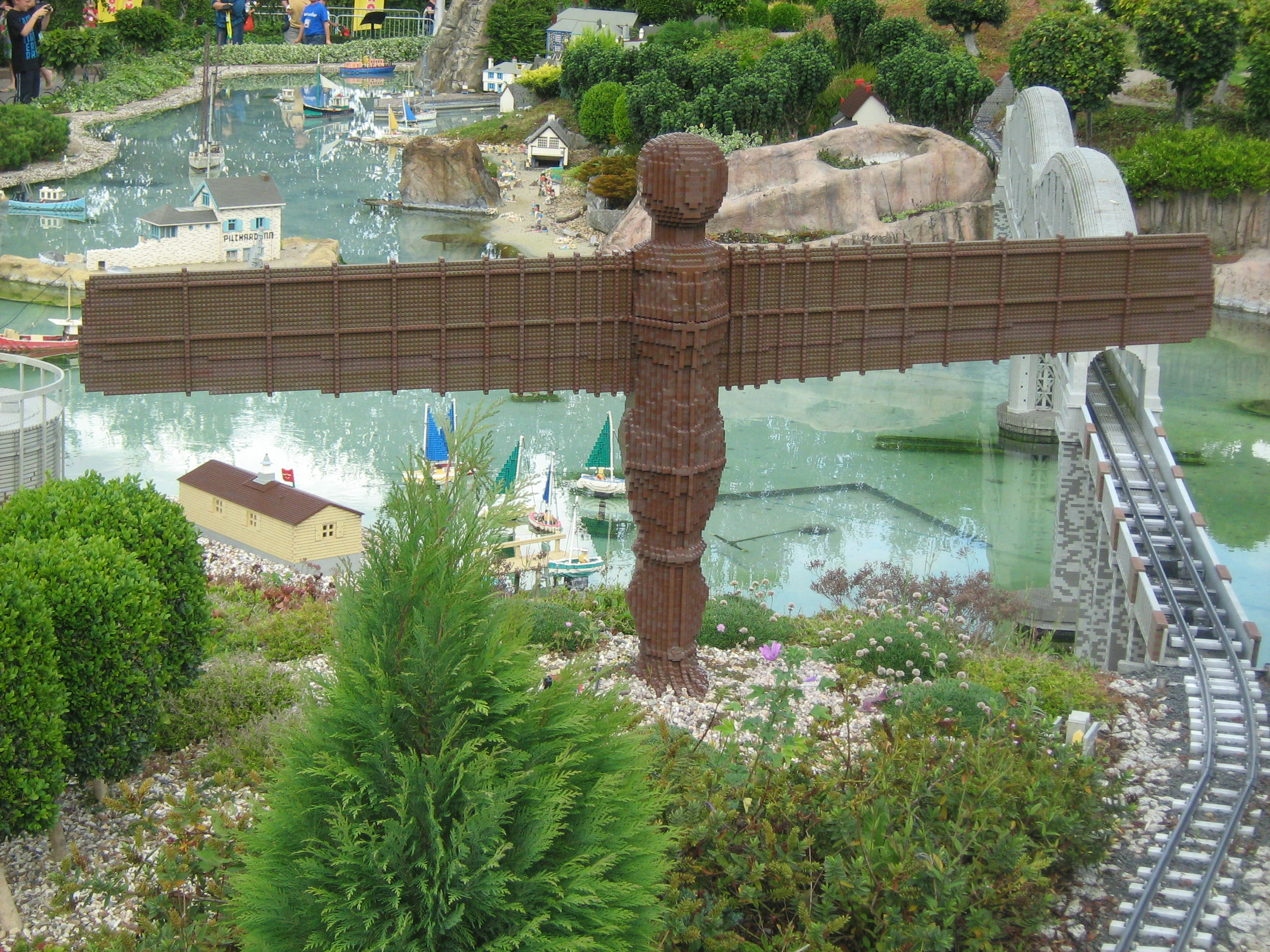
Model de Lego de l'Àngel del Nord al Miniland